# Aeropuerto de Berlín-Tegel

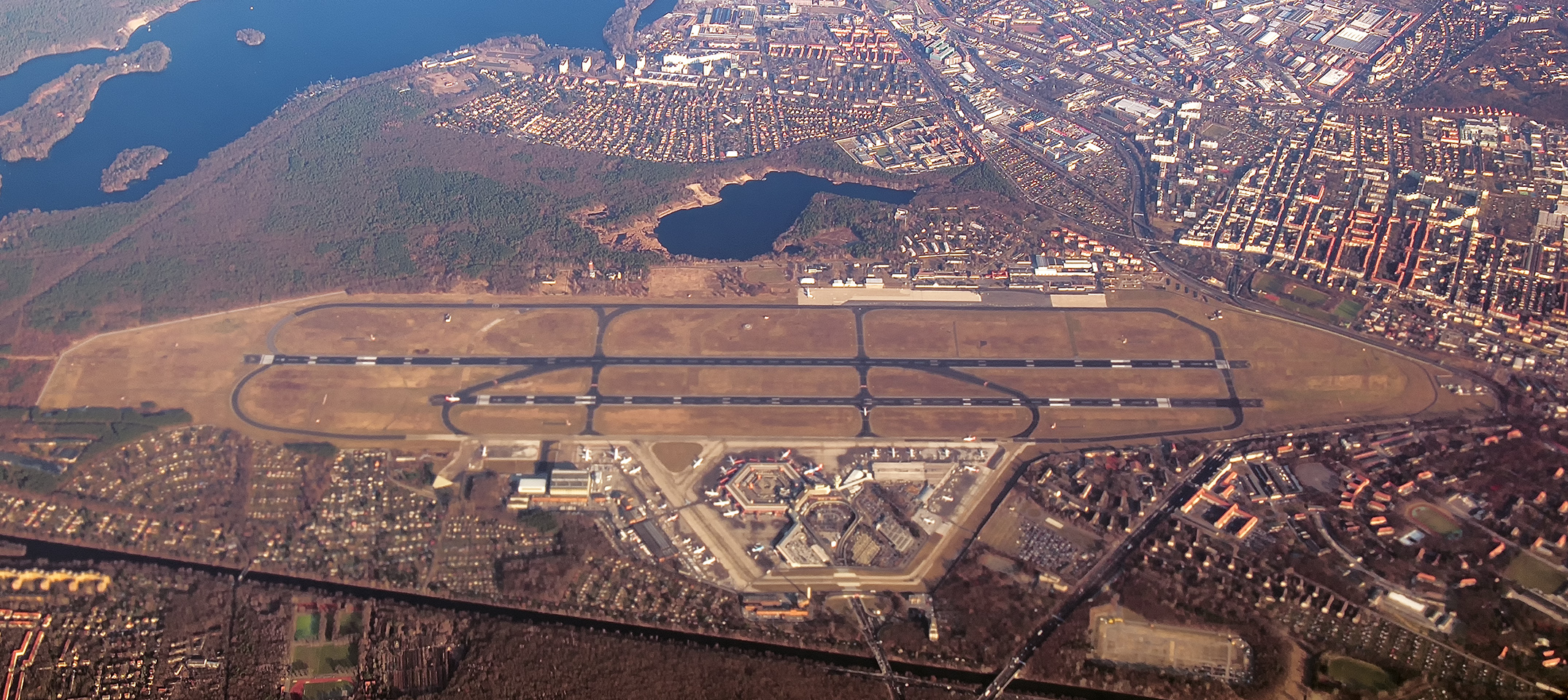

El Aeropuerto de Berlín-Tegel (Flughafen Berlin-Tegel Otto Lilienthal) (IATA: TXL, ICAO: EDDT), también llamado Otto Lilienthal, fue un aeropuerto de la ciudad de Berlín, Alemania. Se encuentra situado en Tegel, un barrio del distrito de Reinickendorf de Berlín, a 11 km del centro de la ciudad. En el año 2017, más de 20,4 millones de pasajeros utilizaron las instalaciones del aeropuerto.
Estaba conectado con el centro de Berlín por cuatro líneas de autobuses. No tenía paradas del U-Bahn o el S-Bahn, a diferencia del otro aeropuerto berlinés. 
Su cercanía al centro de la ciudad era perfecta para el viajero, pero provocaba una importante contaminación acústica, lo que llevó a las autoridades locales a promover su cierre, efectuado el 8 de noviembre de 2020. El tráfico aéreo fue transferido gradualmente al nuevo Aeropuerto de Berlín-Brandeburgo Willy Brandt desde el 31 de octubre de 2020. Todos los vuelos del Gobierno han sido también reubicados en el nuevo aeropuerto, con la excepción de las operaciones de helicópteros, que permanecerán en un área separada en el lado norte del aeropuerto de Tegel hasta 2029.

## Historia

### Los inicios
El Aeropuerto de Berlín-Tegel comienza su andadura en el año 1909 cuando el Conde Von Zeppelin llevó los primeros dirigibles a Berlín, concretamente al barrio de Tegel. Los actuales terrenos del aeropuerto fueron zona de despegue y aterrizaje de estos aparatos hasta que la tragedia del Hindenburg en 1937, provocó que los Zeppelines (nombre que se daba a los dirigibles en honor del conde) dejaran de ser utilizados para transporte de pasajeros.
Posteriormente los terrenos fueron utilizados por el régimen nazi de Alemania para probar los cohetes V-1 y V-2, y también como base de operaciones de un embrión de proyecto espacial que, debido a la II Guerra Mundial nunca llegó a ser más que un proyecto.

### El Puente Aéreo

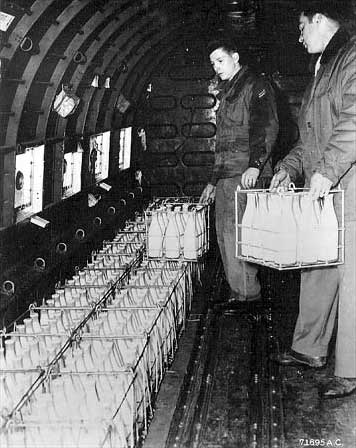
Carga de botellas de leche en un avión del Puente Aéreo de Berlín.

Artículo principal: Bloqueo de Berlín
El comienzo de operaciones de Tegel como aeropuerto propiamente dicho se produce tras el final de la II Guerra Mundial. En el contexto de la Guerra Fría, en 1948 se produce el Bloqueo de Berlín por parte de la Unión Soviética, que corta todas las comunicaciones terrestres de la ciudad de Berlín Oeste, enclavada en el centro de la RDA. Stalin esperaba que, ante la falta de suministros, Berlín Oeste tuviera que claudicar y pasar a formar parte de la RDA. 
Los aliados, especialmente Estados Unidos y Reino Unido comenzaron entonces un puente aéreo (Luftbrücke en alemán) entre la RFA y Berlín Oeste, inicialmente hacia el aeropuerto de Tempelhof, en el sector estadounidense de Berlín, y posteriormente también hacia Tegel, en el sector francés de Berlín. También se utilizó el Aeródromo de Gatow, en el sector británico de Berlín. El suministro de 4.000 toneladas diarias de bienes era muy complicado, pero los vuelos fueron creciendo en número, y al cabo de unos meses Berlín Occidental recibía hasta 900 vuelos diarios. La cifra crecería hasta casi 1.400 vuelos diarios en los primeros meses de 1949, durante las 24 horas del día, lo que suponía que un avión aliado aterrizaba en Berlín cada minuto.
Con el objetivo de hacer más operativo el aeropuerto, en 1948 se construyó la que, entonces, era la pista más larga de Europa, de 2400 metros de longitud.
El bloqueo de Berlín, y con él el Puente Aéreo, finalizó en mayo de 1949, cuando la URSS comprendió que no iba a obtener los resultados esperados. 70 pilotos (39 estadounidense y 31 británicos) fallecieron en accidentes durante el Bloqueo.

### Aeropuerto de Tegel

Pasajeros en Tegel 1991-2005 (en miles).

La administración del aeropuerto fue devuelta a la autoridad civil en 1960. Hasta ese momento, Tegel había sido una base aérea del ejército francés. En esa fecha comenzaron los vuelos internacionales de pasajeros desde Tegel (hasta entonces todo el tráfico aéreo comercial se realizaba desde Tempelhof, que pronto se quedaría pequeño para alojar las nuevas aeronaves, como el Boeing 747), cuando Air France abrió su ruta con París. Una cláusula del Acuerdo de las Cuatro Potencias sobre Berlín (1972), estipulaba que ninguna línea aérea alemana podía volar desde o hacia Berlín, y que únicamente aerolíneas estadounidenses, francesas, británicas o soviéticas podían hacerlo, por lo que los principales vuelos desde Tegel eran operados por la Pan Am, Air France y British Airways.
A principios de los años 70 se construyeron las nuevas instalaciones, en un principio diseñadas para acoger a cinco millones de pasajeros anuales (la cifra más reciente era de más de once millones). El diseño fue de la autoría del estudio Gerkan, Marg und Partner. La terminal hexagonal permite que el recorrido de las maletas entre el avión sea mínimo, y también lo sea el tiempo de espera de los pasajeros en la terminal. En 1975 todo el tráfico aéreo comercial del aeropuerto de Tempelhof se trasladó a Tegel; Tempelhof quedó únicamente como base aérea estadounidense, y Tegel incrementó de manera notable su tráfico de pasajeros.
Con la reunificación alemana termina la prohibición de vuelo a las líneas aéreas alemanas, y la Lufthansa comienza sus vuelos desde el aeropuerto.

### Aeropuerto de Berlín-Brandeburgo

Localización de los aeropuertos de Berlín.

El crecimiento del aeropuerto de Tegel estaba limitado por su situación muy cercana al centro de la ciudad, por lo que las autoridades berlinesas acordaron en 1996 la ampliación del Aeropuerto de Berlín-Schönefeld y su transformación en el Aeropuerto de Berlín-Brandeburgo Willy Brandt.
Esta ampliación implicó el cierre de los otros dos aeropuertos berlineses. Tempelhof cerró según tenía previsto para el año 2008 (aunque las aerolíneas que allí operaban mantuvieron un litigio en los juzgados que retrasaría su cierre definitivo) y Tegel, el 8 de noviembre de 2020, tras la inauguración de las obras en Schönefeld.

## Aerolíneas y destinos

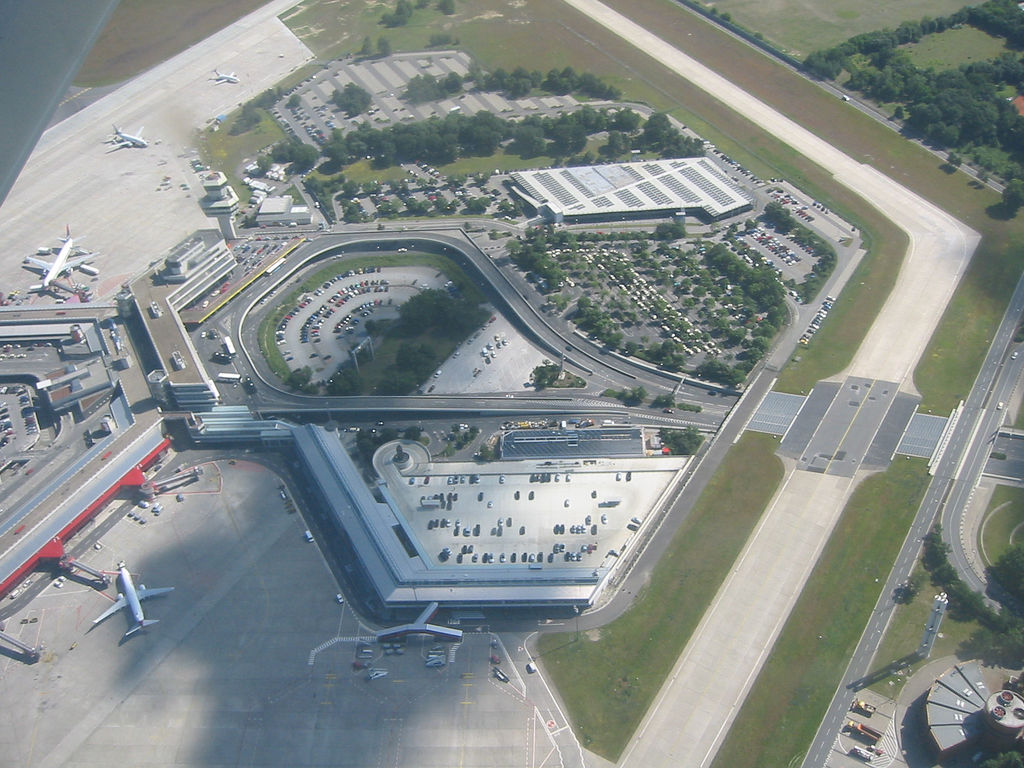
Imagen aérea de Berlín-Tegel.

Aeropuerto cerrado desde el 8 de noviembre de 2020. Todos sus vuelos fueron trasladados al Aeropuerto de Berlín-Brandeburgo Willy Brandt.